# バーンケン駅
バーンケン駅（バーンケンえき、タイ語：สถานีรถไฟบางเขน）はタイのバンコク都チャトゥチャック区にある、タイ国有鉄道北本線及びダークレッドラインの駅。当記事では地上の旧駅と高架新駅について併記する。

## 概要
いつ頃開設されたかは定かでないが、以前から1等駅とされている。レッドライン計画の原型であるホープウェル計画でも高架駅の設置が予定されており、ダークレッドライン新駅として実現した。
ホープウェル計画の概要
当駅を含む北本線ランシット駅以南の区間については、1990年代にBOT方式による鉄道高架化が計画・着工され、当駅構内でも直上高架方式による高架橋構造物が建設されるも、1997年の同計画中止により路線建設は中断された。
当駅付近には2022年現在も既設構造物が残置されているが、今後エアポート・レール・リンクの延伸工事に伴い取り壊される見込み。
レッドライン
その後2000年代になって、北本線沿いにバンコク北方へ向かう路線は「ダークレッドライン（濃赤線）」として円借款を活用して着工された。この計画では、タイ国鉄在来線の乗入れが可能な高架鉄道を建設するものとしており、当駅構内等に残存する高架橋構造物は改修して活用又は撤去することとされていた。しかし既設構造物は要求される安全強度を満たしていないことが判明し、結局取り壊されることとなった。
当初、在来線旅客列車もダークレッドライン開業によりすべて高架線経由に移行する計画であったが、諸事情によりしばらくは地上線を走行しており、当駅でも地上の旧駅に停車していた。
2023年1月19日、北本線の列車が高架線経由に移行し、地上の旧駅は使用停止となった。当駅は本線列車も高架ホームに停車できる構造となっている（後述）。

## 歴史
タイ最初の官営鉄道であるクルンテープ駅 - アユタヤ駅間(71.08km)が1897年3月26日に開業した。この時点で当駅はまだ開業しておらず、その後の開業である。（正確な年月日は不明）
2021年8月2日、ダークレッドライン第1期区間のバーンスー - ランシット間で無料運行が開始された。

## 駅構造

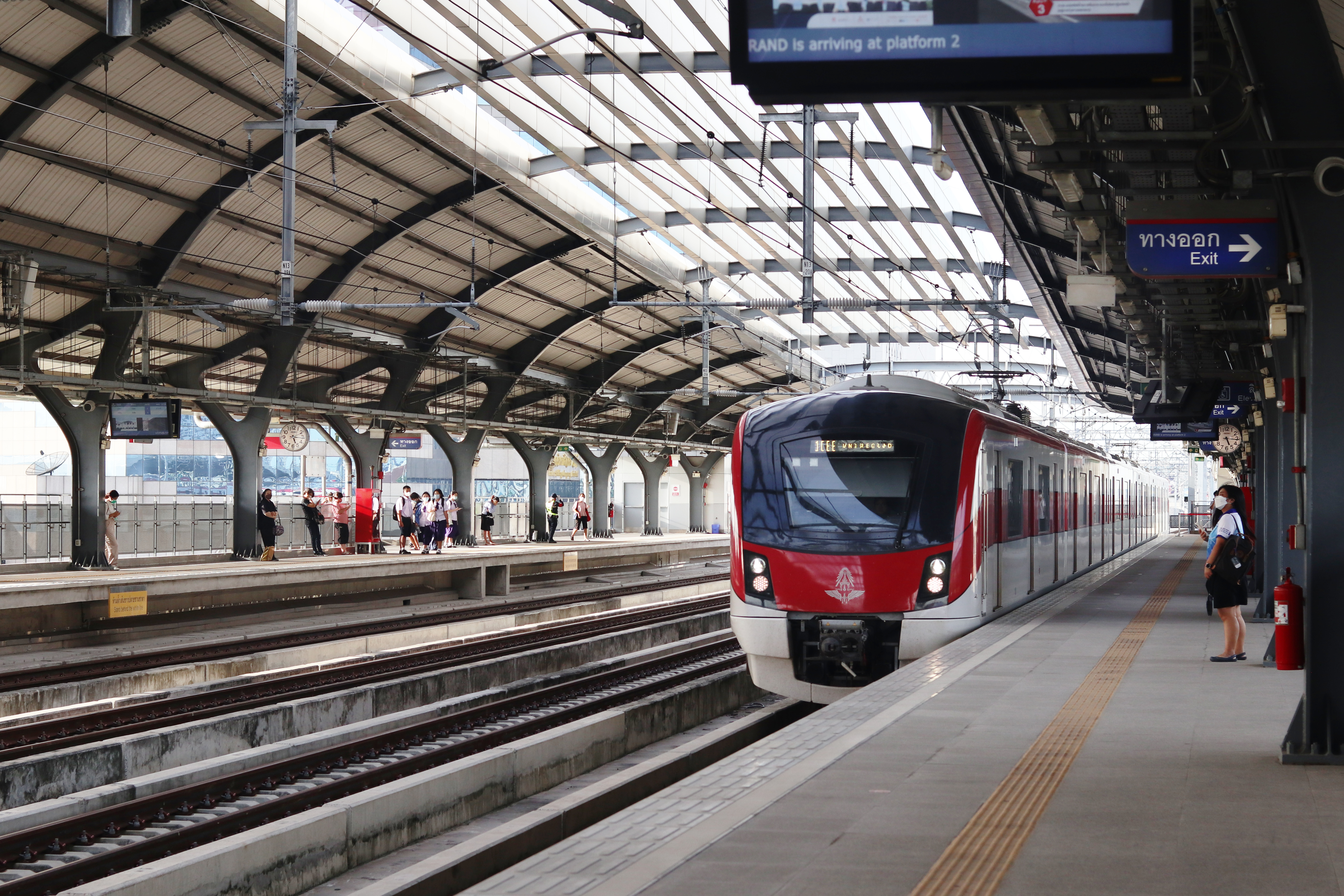
新駅構内

相対式ホーム2面2線を有する高架駅である。北本線及び東北本線の線路がホーム間にある。

### のりば

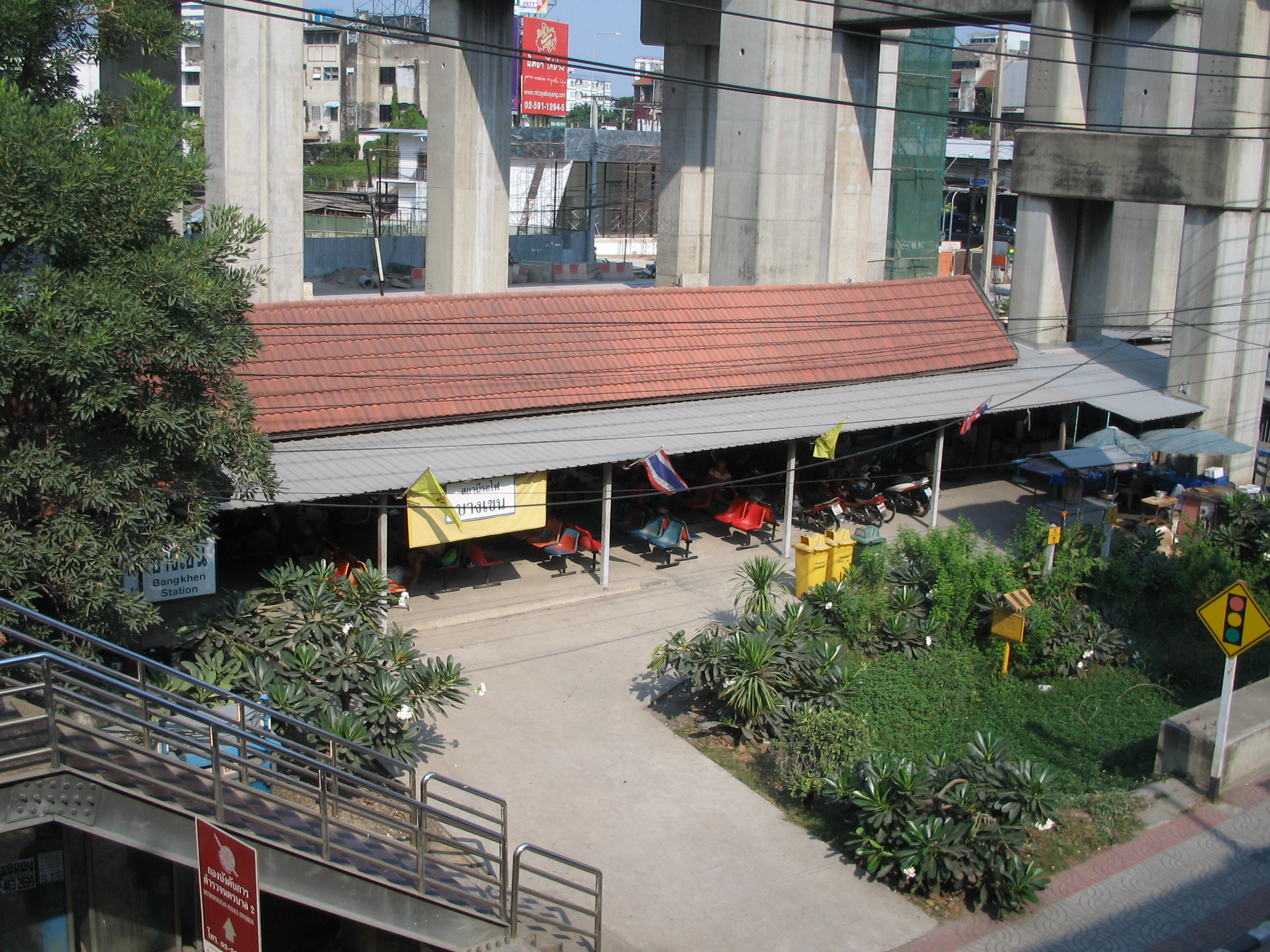
旧駅舎
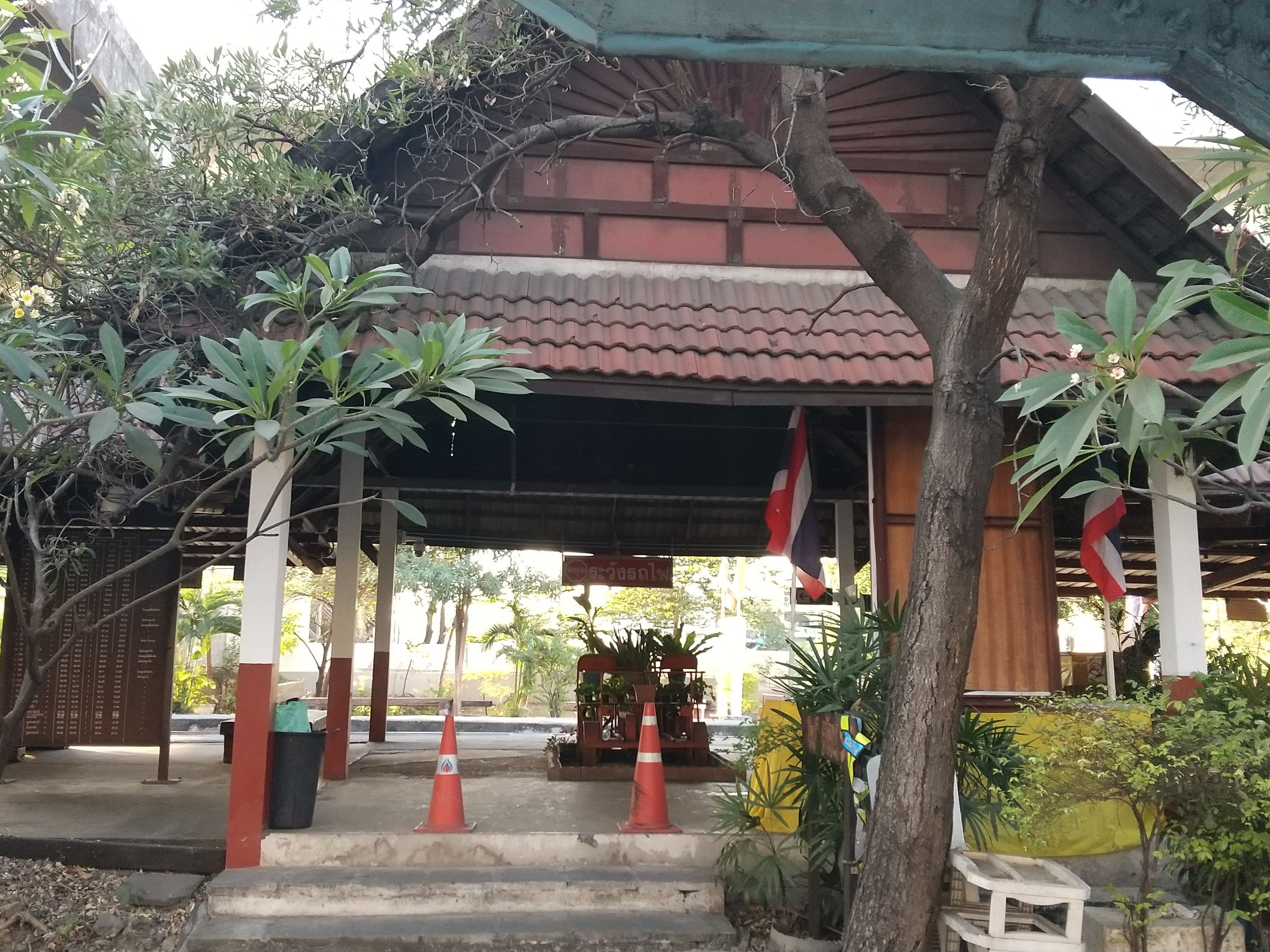
旧駅舎
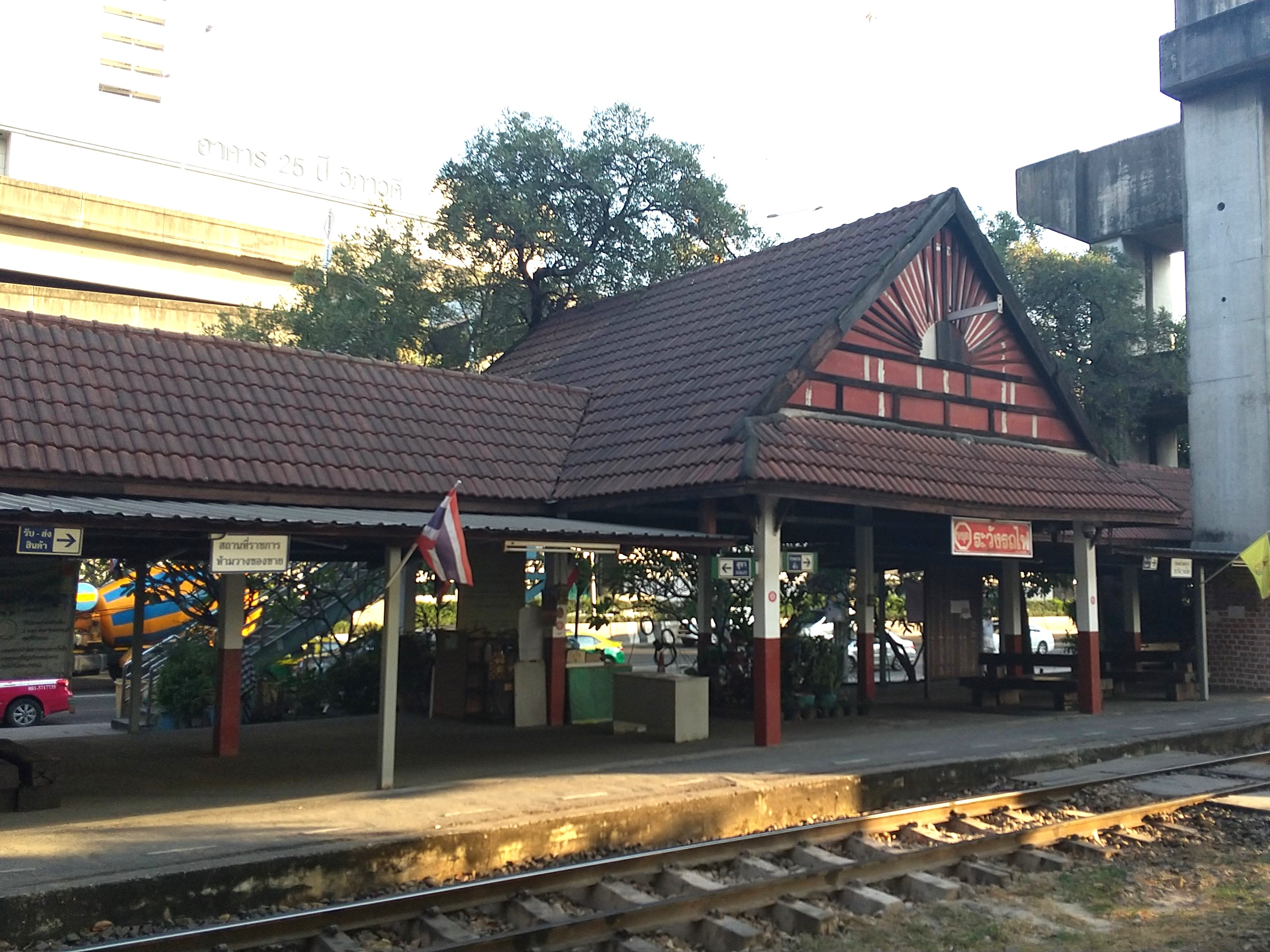
旧駅舎
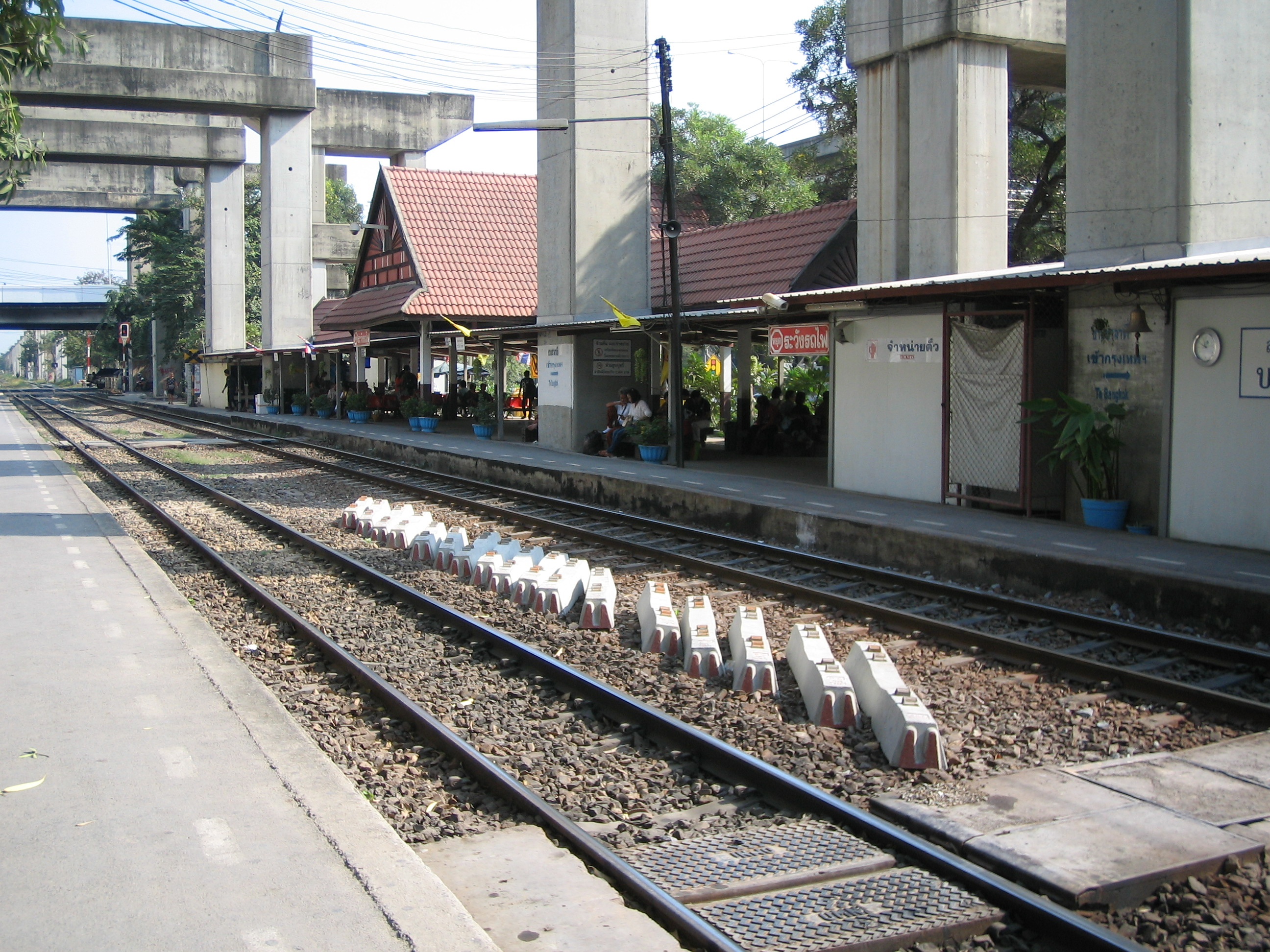
旧駅構内
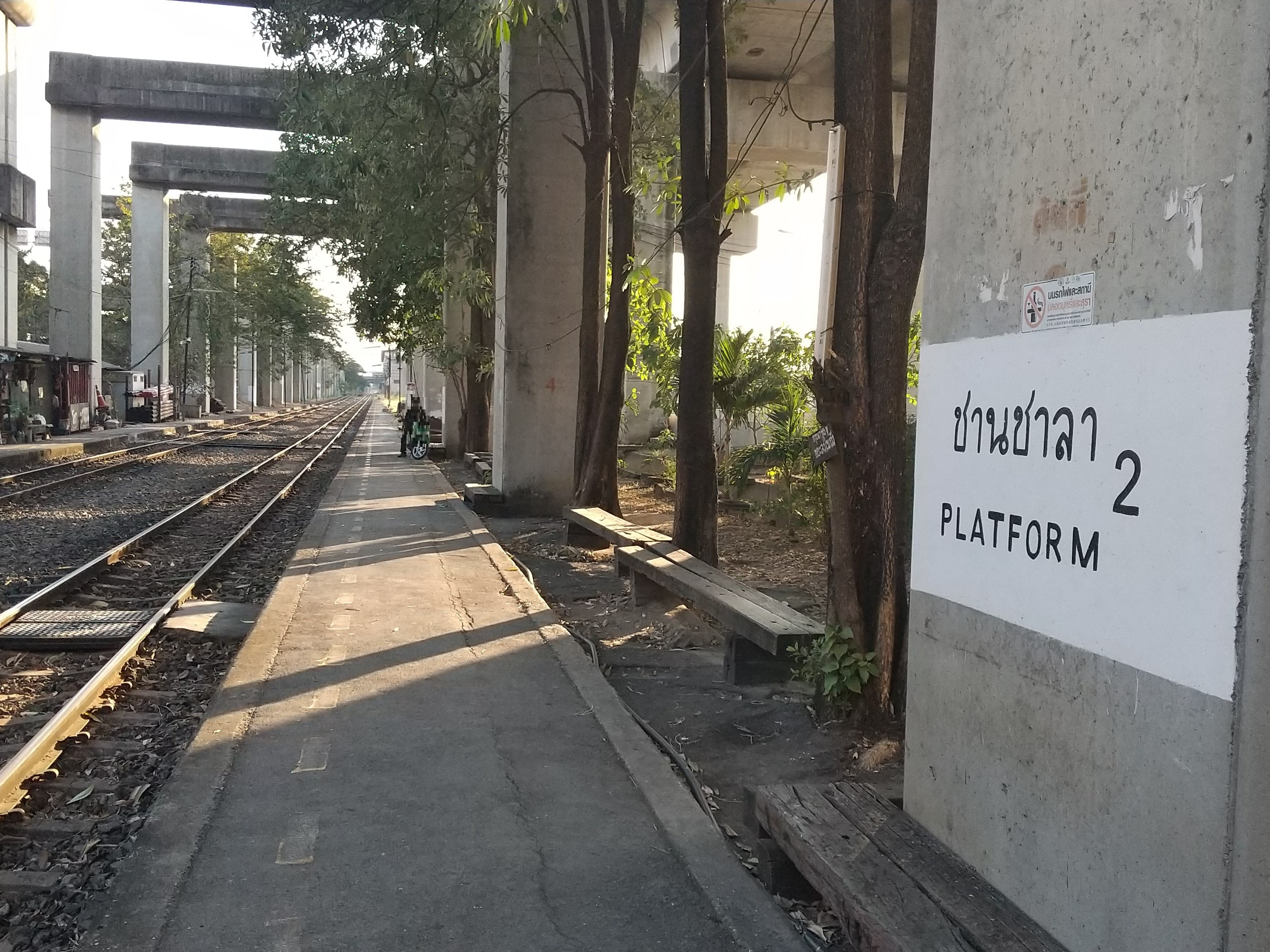
旧駅構内
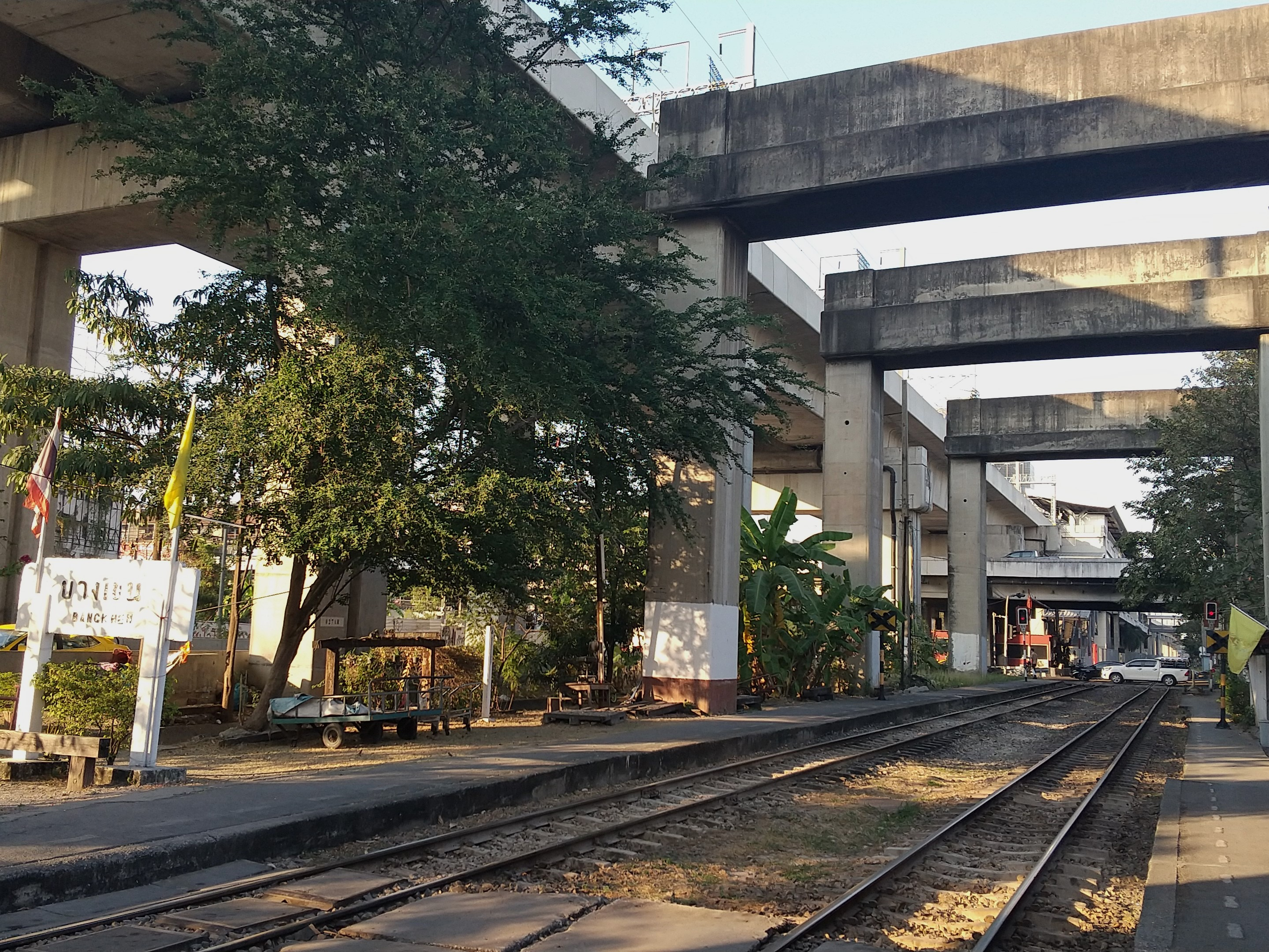
旧駅構内

| 番線      | 路線                           | 行先                             |
| --------- | ------------------------------ | -------------------------------- |
| 1         | ダークレッドライン             | ランシット方面                   |
| 通過線2線 | 北本線、東北本線の中長距離列車 | 北本線、東北本線の中長距離列車   |
| 2         | ダークレッドライン             | クルンテープ・アピワット中央方面 |

## 配線
前述の通り、高架部は本線が中央寄りの方向別複々線である。
当駅の南北両側に片渡り線があり、本線列車は転線してホームに停車後、本線に復帰できるようになっている。逆に、当駅のみ通過線に移ることはできない。
本線列車が高架線経由に移行した後に当駅停車便が設定されるかは不明。

## 駅周辺
- カセサート大学
- ウィパワーディー病院
- 州電力局（タイ語版）本部
- クロンプレム刑務所（英語版）
- ベンチャチンダビル
- バンコク現代美術館（英語版）
- ワナラック幼稚園
- ワット・テワ・サンソン
- タイ原子力平和利用事務局
- 農業博物館
- インシチャンドラサティットスタジアム

## 隣の駅
タイ国有鉄道
 ダークレッドライン
ワット・サミアンナーリー駅 (RN03) - バーンケン駅 (RN04) - トゥンソンホン駅 (RN05)

## 旧駅
新駅の南側に位置する。なお、両駅間を移動するには地上に降りてガモンワン通り(Ngamwongwan Rd.)を横断する必要がある。

### 駅構造
相対式ホーム2面2線を有する地上駅であった。

### のりば
| 番線 | 路線             | 行先                         | 階層 |
| ---- | ---------------- | ---------------------------- | ---- |
| 2    | 北本線、東北本線 | ランシット方面               | 地上 |
| 1    | 北本線、東北本線 | クルンテープ、バーンスー方面 | 地上 |

- 旧駅舎
- 旧駅舎
- 旧駅舎
- 旧駅構内
- 旧駅構内
- 旧駅構内